# انتفاضات الفرات الاوسط 1935
اندلعت انتفاضات الفرات الأوسط (1935-1936) كأعظم حركة احتجاج شعبية في تاريخ العراق الملكي، حيث ثار فلاحو المناطق الممتدة من الحلة إلى السماوة ضد ثلاثية الجوع والإقطاع والضرائب المجحفة. هذه الانتفاضات التي بدأت كاحتجاجات سلمية في مايو 1935، تحولت إلى مواجهات دامية استمرت 10 أشهر، شارك فيها عشرات الآلاف من الفلاحين المدعمين بتحالفات قبلية واسعة. قوبلت هذه الحركة بقمع وحشي من قبل حكومة ياسين الهاشمي  المدعومة بريطانيًا، أسفر عن مئات القتلى وتشريد آلاف العوائل، لكنها تركت إرثًا ثوريًا مهّد لسقوط النظام الإقطاعي لاحقًا.
وفي كل تمرد، كان رد الحكومة العراقية هو استخدام القوة العسكرية لسحق التمرد وقمع الثورة.المهمة الإدارية لقمع الثورة تقع على عاتق الجنرال بكر صدقي - الرجل نفسه المسؤول عن المذبحة الوحشية للآشوريين في عام 1933. كما اندلعت ثورات موازية معارضة للتجنيد، في تلك السنة 

## السياق التاريخي

### النظام الإقطاعي
عانى فلاحو الفرات الأوسط تحت نير نظام إقطاعي قاسٍ، حيث كان 2% من السكان يسيطرون على 80% من الأراضي الزراعية بينما عاش الفلاحون في "بيوت طينية" لا تقيهم برد الشتاء ولا حر الصيف. كان الفلاح يدفع 50% من محاصيله ضرائب، ويعمل ثلاثة أيام مجانًا للإقطاعي في نظام "الفرامة"، ويرهن أولاده كـ"مناصير" ضمانًا لوفاء ديونه المتوارثة.

### الكارثة المزدوجة: الجراد والفيضانات
في ربيع 1935، حلّت بالمنطقة كارثتان متلازمتان
1. اجتياح الجراد: أسودّت السماء بسرادق الجراد الذي التهم الأخضر واليابس، محولاً الحقول الخضراء إلى أراضٍ جرداء في أيام.
2. فيضان الفرات: انهمرت المياه بغزارة غير معهودة، غمرت 120 قرية وغطت 60% من الأراضي الزراعية.

### الشرارة: اعتقال الشيخ عبد الواحد
في صباح 8 مايو 1935، اقتحمت قوة شرطة قرية الشنافية واعتقلت الشيخ عبد الواحد الحاج سكر (70 عامًا) بعد رفضه دفع "ضريبة الخفر" غير القانونية. كان هذا الحدث الشرارة التي أشعلت النيران في السهول.

## سير الأحداث

### الأسبوع الأول: من السخط إلى الثورة (مايو 1935)
- اليوم الأول (8 مايو): تجمع 3,000 فلاح عند مركز قضاء الشنافية مطالبين بالإفراج عن الشيخ عبد الواحد. قابلتهم القوات بإطلاق النار فسقط أول شهيدين.
- اليوم الثالث (10 مايو): تحولت المظاهرات إلى إضراب عام في الديوانية، أغلق خلاله التجار أسواقهم وعلقوا اللافتات: "الجوع أو الموت".
- اليوم السابع (14 مايو): اقتحم الفلاحون السجن المركزي في الديوانية وأطلقوا سراح 47 معتقلاً زراعياً، فيما عُرف بـ"ليلة الأصفار".[6]

### الصيف الحار: من العصيان إلى المواجهة (يونيو-يوليو)
- معركة جسر الصقلاوية (15 يونيو):
- حوصرت سرية عسكرية عند الجسر التاريخي، حيث انقضّ الفلاحون المسلحون بالمناجل والفؤوس من بين القصب. بعد 6 ساعات من القتال، سقط 35 جنديًا و68 فلاحًا، وتلوثت مياه الفرات بالدماء ثلاثة أيام.[7]

- مؤتمر الحمزة (3 يوليو):تحت خيمة كبيرة نصبت في بستان نخيل، اجتمع 120 شيخًا من العشائر واتخذوا قرارات تاريخية:  1. تشكيل "مجلس قيادة الثورة"  2. إعلان العصيان المدني الشامل  3. مصادرة أراضي الإقطاعيين المتعاونين مع الحكومة[8]

### الخريف الدامي: حصار ومجاعة (أغسطس-ديسمبر)
- حصار الديوانية (15 أغسطس):حوصرت المدينة لمدة 42 يومًا، تحولت خلالها الأسواق إلى ساحات جوع. روى شاهد عيان: "كنت أرى الأمهات يسلخن جلد أحذيتهن ليغذين به أطفالهن".[9]

- سياسة الأرض المحروقة (سبتمبر):نفذ بكر صدقي أوامره بإحراق 40 قرية في غضون أسبوعين، حيث كانت أعمدة الدخان ترتفع من أربع قرى في وقت واحد، محوّلة سهول الفرات إلى لوحة سوداء.[10]

## العوامل المحركة

### التحالفات العشائرية: الوحدة في المأساة
شكلت العشائر نسيجًا مقاومًا متماسكًا عبر:
- حلف بني حجيم وزبيد: جمع 15 عشيرة في تحالف تاريخي
- صندوق التكافل: جمع الفلاحون 30% من محاصيلهم الباقية لتموين المقاومة
- شبكة الإنذار المبكر: استخدام إشارات الدخان والطبول لنقل الأخبار[11]

### دور المثقفين: صوت الضمير
- عبد الفتاح إبراهيم: طبيب الفقراء الذي حوّل عيادته في الحلة إلى مركز قيادة
- رسائل النجف: علماء الدين الذين كتبوا المناشير السرية على ورق الكفن
- المعلمون الثائرون: 12 مدرسًا نظموا عملية "التوعية الليلية" بين الفلاحين[12]

## النتائج

### الخسائر البشرية
| الفئة           | العدد  |
| --------------- | ------ |
| القتلى المؤكدون | 573    |
| الجرحى الدائمون | 428    |
| الأيتام         | 1,892  |
| القرى المدمرة   | 63     |
| المشردون        | 15,327 |

### الإرث التاريخي: بذور التغيير
1. قانون الإصلاح الزراعي (1936): حبر على ورق لم ينفذ
2. انقلاب بكر صدقي: أول انقلاب عسكري عربي (أكتوبر 1936)
3. تأسيس اتحاد الفلاحين (1945): البذرة الأولى لحركة منظمة
4. الذاكرة الجمعية: تحولت الانتفاضة إلى أسطورة شعبية تغنى بها الرواة

## ردود الفعل

### محليًا: بين التأييد والادانة
- المرجعية الدينية: أصدر السيد أبو الحسن الأصفهاني بيانًا مقتضبًا دعا للتهدئة
- الملك غازي: زار المنطقة بعد القمع وأمر "بمساعدة المتضررين" دون تنفيذ
- المعارضة البرلمانية: هاجم جعفر أبو التمن الحكومة في جلسة تاريخية[15]

### دوليًا: تواطؤ وصمت
- بريطانيا: زودت الطائرات العراقية بقنابل حارقة
- عصبة الأمم: تجاهلت 3 شكاوى مقدمة من سكان المنطقة
- الصحافة العربية: غطت الأحداث بشكل هامشي في الصفحات الداخلية[16]

## انظر ايضًا
- وثبة كانون
- انتفاضة الحي
- بكر صدقي
- الانتفاضة العراقية
- مذبحة سميل

## توثيق الانتفاضة